# Mubarak Al-Nubi
Mubarak Sultan Faraj Al-Nubi (30 de dezembro de 1977) é um antigo atleta catari, especialista em 400 metros com barreiras. Foi campeão mundial júnior em 1996 e várias vezes campeão asiático. Foi o representante da equipe da Ásia nas edições da Taça do Mundo de Atletismo de 1998 e 2002, onde se classificou, em ambas as vezes, na segunda posição.
Foi na Taça do Mundo de 1998, realizada em Joanesburgo, na África do Sul, que conseguiu a seu melhor marca pessoal (48.17 s).
Esteve presente na prova de 400 m barreiras dos Jogos Olímpicos de 1996, em Atlanta e na estafeta 4 x 400 metros nos Jogos de 1996 e de Sydney 2000.